# Rifugio Orto di Donna
Il rifugio Orto di Donna è il terzo rifugio, dopo il Donegani e il Val Serenaia, realizzato in località Orto di Donna, nel comune di Minucciano (LU) sulle Alpi Apuane, a circa 1.500 m s.l.m.. 
Nei pressi del rifugio si trovano falesie attrezzate con vie d'arrampicata e cavità dove vengono svolte attività speleologia ed è un buon punto di partenza per l'ascensione delle vette delle Apuane settentrionali. 
Inoltre è un punto di partenza per la via ferrata del Monte Contrario. 
Poco distante dal rifugio si trova anche il bivacco K2 del C.A.I.. 
Fu costruito ristrutturando l’edificio di Cava 27 (la più alta del bacino) con finanziamenti dell'Unione Europea nel 2005. 
Le vicine cave di marmo, a causa del loro impatto sulla valle glaciale Orto di Donna-Val Serenaia, sono tra le più combattute dal movimento No Cav.    
Il rifugio ha ricevuto il riconoscimento di "Esercizio consigliato dal Parco per le sue scelte eco-compatibili".

## Accessi
- da rifugio Val Serenaia (1.100 m s.l.m.): dislivello: 400 metri, tempo di percorrenza: 1 ora e 30 minuti, difficoltà: E. Tramite sentiero CAI n. 180
- da Capanna Garnerone (1.260 m s.l.m.): tempo di percorrenza: 1 ora e 20 minuti, difficoltà: E. Tramite sentiero CAI n. 186, via Foce di Grondilice e Foce di Rasori.
- da rifugio Nello Conti (1.442 m s.l.m.): tempo di percorrenza: 3 ore e 15 minuti, difficoltà: E. Tramite sentiero CAI n. 179, via Foce del Cardeto, Anfiteatro dell'Acqua Bianca, Passo della Focolaccia e Passo Tambura

## Ascensioni
- Monte Pisanino - 1.946 m s.l.m.: tempo di percorrenza: 2 ore, difficoltà: EE.